# Pirata veracruzae
Pirata veracruzae este o specie de păianjeni din genul Pirata, familia Lycosidae, descrisă de Willis J. Gertsch și Davis, 1940. Conform Catalogue of Life specia Pirata veracruzae nu are subspecii cunoscute.